# Balansroder

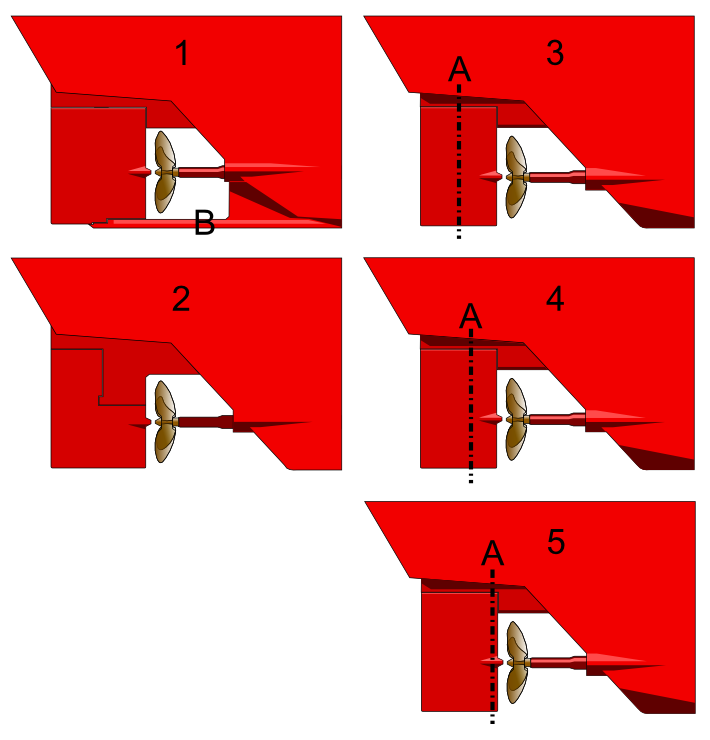
Olika typer av balansroder: 1 ordinärt roder, 2 hängande roder, 3 överbalanserat, 4 balanserat, 5 obalanserat

Balansroder, är ett roder, som har hjärtstocken (roderaxeln) är ställd så, att ungefär 1/3 av rodrets yta kommer framför och de återstående 2/3 akter om rörelseaxeln. 
Genom att konstruera rodret på ett sådant sätt får man  fördelen, att det inte fordras så stor kraft för att vrida rodret, som om rörelseaxeln var placerad vid rodrets förkant. 
Vid vridning av rodret balanserar eller motväger trycket på den framför rörelseaxeln belägna roderytan en del av trycket på ytan akter om rörelseaxeln. Trots att sålunda trycket på endast en del av roderytan ger motstånd vid vridning av rodret, bidrar ändå trycket på hela roderytan till att vrida hela fartyget kring dess vertikala rörelseaxel. 
Med ett balansroder manövreras ett fartyg lättare, eftersom ett sådant roder utan olägenhet kan ha större yta än ett roder av vanlig konstruktion.
Det balanserade rodret uppfanns av Isambard Kingdom Brunel och användes första gången på SS Great Britain, sjösatt år 1846.